# HD 224342
HD 224342，又名BD+41 4902，SAO 53511、HR 9057，是一颗恒星，视星等为5.97，位于銀經112.39，銀緯-19.1，其B1900.0坐标为赤經23h 51m 59.1s，赤緯+42° -19.1′ 6″。